# Мухамед Ахмед
Ал-Махди (енгл. Muhammad Ahmad bin Abd Allah, арап. محمد أحمد ابن عبد الله), правим именом Мухамед Ахмед ибн ал Саид Абдулах (рођен 12. августа 1844 - умро 22. јуна 1885. у Омдурману, Судан), био је судански верски и политички вођа.

## Биографија
Син бродоградитеља из Нубије, одрастао је у близини Картума. После исламских верских студија, окренуо се мистичкој интерпретацији ислама у суфијској традицији, придружио се верском братству и 1870. повукао се у пустињу са својим следбеницима. Године 1881. објавио је да има божанску мисију да прочисти ислам од влада које су га упрљале, циљајући на турског владара Египта и њему потчињени Судан, што је довело до Махдистичког устанка у Судану. Пошто је 1885. поразио Чарлса Џорџа Гордона и освојио Картум, основао је теократску државу, али је умро исте године, вероватно од тифуса. Британци су поново преузели власт 1898. године, а Судан остао под британском влашћу до 1. јануара 1956.